# Saepta Julia
De Saepta Julia was een belangrijk monumentaal plein op het Marsveld in het oude Rome.

## Geschiedenis
Oorspronkelijk was het een plein, dat simpelweg Saepta werd genoemd. Het lag buiten de Republikeinse stadsmuur waar de Romeinse burgers samenkwamen om te stemmen in de comitia centuriata en tributa. Julius Caesar gaf in 54 v.Chr. opdracht om het plein te herbouwen met een marmeren vloer en omgeven door een grote porticus. Caesar maakte de voltooiing niet meer mee, want hij werd in 44 v.Chr. vermoord. Marcus Aemilius Lepidus nam de bouw verder op zich. De Saepta Julia werd uiteindelijk voltooid door Marcus Agrippa en in 26 v.Chr. ingewijd.
In de keizertijd had de Saepta Julia zijn functie van plaats voor verkiezingsbijeenkomsten verloren en werd het onder andere gebruikt voor gladiatorengevechten en als marktplaats voor luxe goederen. Volgens Seneca was het een van de meest bezochte plaatsen in de stad. Tijdens de grote brand op het Marsveld in het jaar 80 ging de Saepta verloren, maar het werd vrijwel direct weer herbouwd door Domitianus. Een nieuwe restauratie volgde onder Hadrianus.

## Het gebouw
De Saepta Julia was 310 meter lang en 120 meter breed en lag tussen het Pantheon en de grote Tempel van Isis. De Saepta was door Agrippa rijkelijk versierd met beelden en reliëfs. Er stonden onder andere beelden van Cheiron, Pan en Olympus, die of gemaakt waren door de beroemde Griekse beeldhouwer Skopas of door zijn collega Praxiteles.
Het plein werd aan de beide lange zijden geflankeerd door een monumentale zuilengang. Deze porticussen worden beide als individueel bouwwerk genoemd in de 4e-eeuwse stadsgidsen. De korte zuidelijke kant sloot direct aan op het Diribitorium. Aan de noordelijke zijde stond een muur met acht poorten. Dit was vermoedelijk de hoofdingang.

### Porticus van de Argonauten
Aan de westelijke zijde stond de Porticus van de Argonauten (Porticus Argonautarum). De porticus werd in 25 v.Chr. door Marcus Agrippa gebouwd. De naam is ontleend aan de schilderingen op de muren van de porticus waarop het verhaal van Jason en de Argonauten werd uitgebeeld. In deze porticus werd de markt van de luxe goederen gehouden. Een klein deel van de muur van de porticus is bewaard gebleven en staat direct tegen de oostelijke zijde van het Pantheon aan. Deze muur bestaat uit een betonnen kern met bakstenen en was oorspronkelijk bekleed met marmeren platen. Op een regelmatige afstand van elkaar zijn rechthoekige nissen zichtbaar, waar vermoedelijk standbeelden in stonden.

### Porticus van Meleager
De Porticus van Meleager (Porticus Meleagri) stond aan de oostelijke zijde van de Saepta. De naam is ontleend aan de verhalen rond Meleager, waarvan de Calydonische jacht zeker was afgebeeld in de porticus. De Porticus van Meleager staat afgebeeld op een bewaard gebleven fragment van de Forma Urbis Romae, de marmeren stadskaart uit het begin van de 3e eeuw n.Chr.

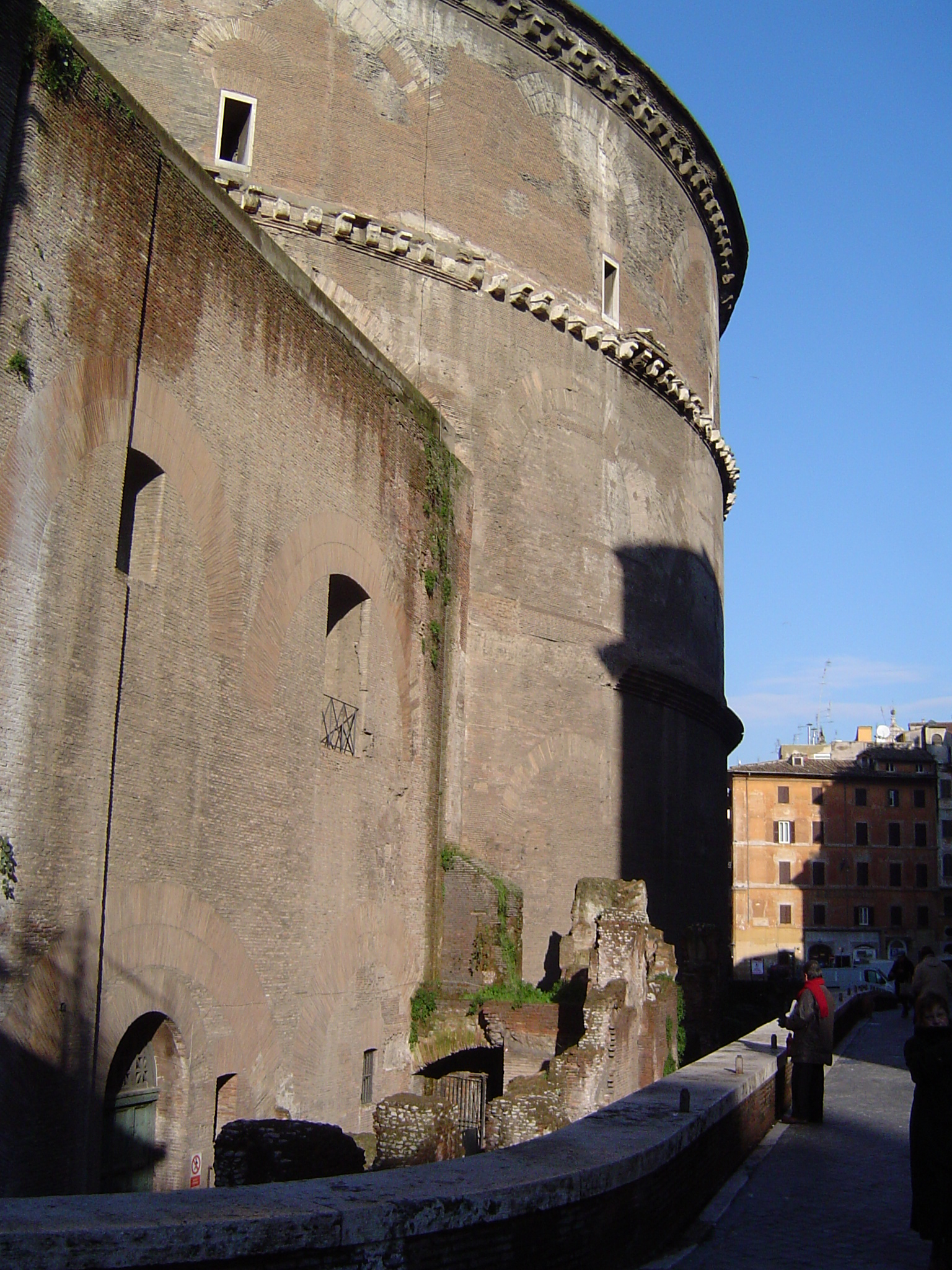
Restanten van de Porticus van de Argonauten in de Saepta Julia

## Referentie
- L. Richardson, jr, A New Topographical Dictionary of Ancient Rome, Baltimore - London 1992. P. 340-341 ISBN 0801843006